# La mummia (franchise)
La mummia è un media franchise multimiliardario composto da una trilogia cinematografica. I film, La mummia, La mummia - Il ritorno e La mummia - La tomba dell'Imperatore Dragone, sono usciti rispettivamente nel 1999, 2001 e 2008.
La trilogia è considerata il remake di La mummia del 1932 diretto da Karl Freund, con Boris Karloff nel ruolo di Imhotep. Il franchise ha subito un riavvio nel 2017, con La mummia di Alex Kurtzman, che fa parte del Dark Universe della Universal Pictures.

## Serie cinematografica
| Film                                           | Data di uscita USA | Regia              | Sceneggiatura                                     | Produttori                                               |
| Trilogia originale                             | Trilogia originale | Trilogia originale | Trilogia originale                                | Trilogia originale                                       |
| ---------------------------------------------- | ------------------ | ------------------ | ------------------------------------------------- | -------------------------------------------------------- |
| La mummia                                      | 7 maggio 1999      | Stephen Sommers    | Stephen Sommers                                   | Sean Daniel, James Jacks                                 |
| La mummia - Il ritorno                         | 4 maggio 2001      | Stephen Sommers    | Stephen Sommers                                   | Sean Daniel, James Jacks                                 |
| La mummia - La tomba dell'Imperatore Dragone   | 1º agosto 2008     | Rob Cohen          | Miles Millar, Alfred Gough                        | Stephen Sommers, Bob Ducsay, James Jacks, Sean Daniel    |
| Serie spin-off                                 |                    |                    |                                                   |                                                          |
| Il Re Scorpione                                | 19 aprile 2002     | Chuck Russell      | David Hayter, William Osborne, Stephen Sommers    | Stephen Sommers, James Jacks, Sean Daniel, Kevin Misher  |
| Il Re Scorpione 2 - Il destino di un guerriero | 19 agosto 2008     | Russell Mulcahy    | Randall McCormick                                 | Stephen Sommers                                          |
| Il Re Scorpione 3 - La battaglia finale        | 10 gennaio 2012    | Roel Reiné         | Brendan Cowles, Shane Kuhn                        | Stephen Sommers                                          |
| Il Re Scorpione 4 - La conquista del potere    | 6 gennaio 2015     | Mike Elliott       | Michael D. Weiss                                  | Mike Elliott                                             |
| Il Re Scorpione 5 - Il libro delle anime       | 23 ottobre 2018    | Don Michael Paul   | Michael D. Weiss                                  | Mike Elliott                                             |
| Reboot                                         |                    |                    |                                                   |                                                          |
| La mummia                                      | 9 giugno 2017      | Alex Kurtzman      | David Koepp, Christopher McQuarrie, Dylan Kussman | Alex Kurtzman, Sarah Bradshaw, Sean Daniel, Chris Morgan |

## Televisione
- La mummia (2001-2003)

## Botteghino
Tabella sull'incasso cinematografico dei tre film, compreso il primo spin off (i seguiti del Re Scorpione non sono mai usciti al cinema ma solo in formato home video)
| Film                                         | Incasso               | Incasso     | Incasso        | Budget       |
| Film                                         | Stati Uniti d'America | Italia      | Internazionale | Budget       |
| La mummia                                    | 155.385.488$          | 10.680.651€ | 415.933.406$   | 80.000.000$  |
| La mummia - Il ritorno                       | 202.019.785$          | 6.738.456€  | 433.000.000$   | 98.000.000$  |
| La mummia - La tomba dell'Imperatore Dragone | 102.491.776$          | 5.399.000€  | 401.128.639$   | 145.000.000$ |
| Il Re Scorpione                              | 91.000.000$           | 3.400.000€  | 165.000.000$   | 60.000.000$  |